# Pic de Nou Fonts
El Pic de Nou Fonts, o de les Nou Fonts, o de Noufonts, és una muntanya de 2.861 metres del Pirineu axial, situada entre els termes municipal de Queralbs, de la comarca del Ripollès, i comunal de Fontpedrosa, de la del Conflent, a la Catalunya del Nord.
És a la zona sud-oest del terme de Fontpedrosa i a la nord-oest del de Queralbs, a llevant del Pic d'Eina i al nord-est del Coll de Noufonts.
Aquest cim està inclòs en el llistat dels 100 cims de la FEEC. També és un destí freqüent en les rutes excursionistes, sobretot des del Ripollès.

## Rutes
La ruta més comuna és des de la Vall de Núria.
L'inici es troba just a l'Estació de Núria del cremallera. Des de l'andana s'accedeix al punt de sortida de les cabines que duen a l'alberg del Pic de l'Àliga, per unes escales metàl·liques. Un cop en aquest planell superior, cal girar a l'esquerra, i uns metres més endavant ja es veu el pal indicador de la pujada al Noufonts, seguint les traces del GR 11.